# Burg Philippseck
Die Burg Philippseck, auch Gut Philippseck, Hof Philippseck und Schloss Philippseck genannt, ist eine abgegangene Niederungsburg nahe der Nidda im Frankfurter Stadtteil Heddernheim (An der Ringmauer) in Hessen.

## Geschichte
Die Burg und das Hofgut wurde 1584 von Philipp Wolf von Praunheim genannt Klettenburg (1530–1618), kurpfälzischer Amtmann des Amtes Neuenhain im Taunus, auf den Fundamenten einer römischen Villa erbaut.
Nach einer rekonstruktiven Zeichnung von Professor Dr. Gündel gab es ein zweistöckiges Wohnhaus, mehrere Wirtschaftsgebäude, eine Mühle und einen Aussichtsturm. Philipp Wolf, dessen Temperament durch mehrere Gerichtsprozesse zwischen 1582 und 1607 hinlänglich bekannt war, vergab sein Erbe die Burg Philippseck praktisch zweimal: Zum einen an seinen Enkel aus erster Ehe Andreas Jost von Riedt per Fideikommiss; zum anderen war es eigentlich als mütterliches Erbgut an Sabina Wolf von Bergen (geborene von Praunheim), seiner Tochter aus zweiter Ehe gegeben (durch diese weitervererbt an seine Urenkelin aus erster Ehe Sabina von Mörlau (wohl Merlau), geborene vom Riedt). Die sich ergebenden Prozesse gingen von 1619 bis 1738, bis es schließlich 1750 in einen Vergleich zwischen den Familien vom Riedt und den von Mörlau (Merlau) nachfolgenden Greifenbergischen Erben kam. Die Auseinandersetzungen wurden am Reichskammergericht der Reichsritterschaft in der Wetterau, Burg Friedberg, ausgetragen. Zumindest bis in diese Zeit muss es als Streitgut einen gewissen Wert gehabt haben und ein noch halbwegs intaktes Hofgut gewesen sein, obwohl Philippseck während des Dreißigjährigen Kriegs im Jahr 1631 von schwedischen Truppen beschädigt wurde und verfiel. Möglicherweise kam der Vergleich auch zustande, weil Mitte des 18. Jahrhunderts vom strittigen Erbe nicht mehr viel übrig geblieben war.

## Beschreibung
Über das Anwesen können nur rudimentäre Aussagen gemacht werden, da kaum Beschreibungen zum Burgsitz vorliegen. Aus Urkunden ist nur bekannt, dass neben einem zweistöckigen Herrenhaus aus Fachwerk auch Scheune und Wirtschaftshof dazugehörten, da das Anwesen mehrfach als Hof bezeichnet wird. In der Klageurkunde von 1738 wird zudem besonders auf die zugehörige Mühle Bezug genommen. Der an das Herrenhaus angelehnte bergfriedartige Ostturm soll einen Durchmesser von vier Metern besessen haben und noch bis Ende des 18. Jahrhunderts zu sehen gewesen sein. Er wurde wohl Heidenturm genannt.
1927/28 durchgeführte Notgrabungen vor dem Bau der Siedlung Römerstadt zeigten, dass zum stattlichen ummauerten Anwesen auch angegliederte Gärten und eine Obstplantage gehörten. In Richtung Praunheim stand unmittelbar neben der alten Römerstraße, die nach den Befunden der Ausgrabung im 16. Jahrhundert noch teilweise benutzbar gewesen sein dürfte, ein kleinerer Westturm. Unterhalb der heutigen Siedlungsgärten befindet sich ein rekonstruierter römerzeitlicher Brunnenkranz. Der gute Zustand des Brunnens lässt den Schluss zu, dass er noch im 16. und 17. Jahrhundert als Schlossbrunnen genutzt wurde.
Von der Burg sind heute keine sichtbaren Reste mehr vorhanden, das Areal ist überbaut.

## Sonstiges
Die theologische Schriftstellerin und eine der Führungsgestalten des radikalen Pietismus, Johanna Eleonora Petersen geborene von und zu Merlau, soll ihre Jugend noch auf Gut Philippseck verbracht haben.